# Nemophora brachypetala
Nemophora brachypetala là một loài bướm đêm thuộc họ Adelidae. Nó được tìm thấy ở Bắc Úc và Queensland.